# Thrift Shop
"Thrift Shop" är en låt av rapparen Macklemore (med hans producent Ryan Lewis som gästartist) från albumet The Heist som släpptes den 28 augusti 2012. Låten skriven av Macklemore själv och har genren alternativ hiphop, komedi-hiphop och hipster hop.